# Condado de Juniata
O Condado de Juniata é um dos 67 condados do Estado americano da Pensilvânia. A sede do condado é Mifflintown, e sua maior cidade é Mifflintown. O condado possui uma área de 1 019 km²(dos quais 5 km² estão cobertos por água), uma população de 22 821 habitantes, e uma densidade populacional de 22 hab/km² (segundo o censo nacional de 2000). O condado foi fundado em 2 de março de 1831.